# Mary Watson (Chemikerin)
Mary Watson (* Oktober 1856 in Shirburn, Oxfordshire, England; † 20. Februar 1933 in Michelmersh, Hampshire, England) war eine britische Chemikerin. Sie war eine der ersten Frauen, die an der Universität Oxford Chemie studierte; die andere war Margaret Seward.

## Biografie
Watson wurde im Oktober 1856 in Shirburn, Oxfordshire, geboren. Sie war die Tochter von John Watson und Anne Bruce. Ihr Vater war Landwirt und Gutsverwalter des Earl of Macclesfield. Sie wurde zu Hause und an der St. John’s Wood High School unterrichtet. 1879 begann Mary Watson ihr Studium am neugegründeten College für Frauen Somerville Hall (heute Somerville College) der Universität Oxford. Sie hatte ein dreijähriges Stipendium, das 1881 um zwei Jahre verlängert wurde. Watson schloss ihr Studium der Geologie 1882 und das der Chemie 1883 ab.
Anschließend wurde sie „Science Mistress“ (weibliche Lehrkraft) am Cheltenham Ladies’ College. Nach ihrer Heirat mit John Style musste sie diese Position aufgeben. Das Paar lebte in Charlton Kings, Gloucestershire. Style war Rektor an der Cheltenham Grammar School, wurde jedoch 1906 entlassen. Sie zogen nach Michelmersh, Hampshire, wo Mary Watson am 20. Februar 1933 starb.